# Jean Frère
 (novembre 2013).
Si vous disposez d'ouvrages ou d'articles de référence ou si vous connaissez des sites web de qualité traitant du thème abordé ici, merci de compléter l'article en donnant les références utiles à sa vérifiabilité et en les liant à la section « Notes et références ».
Jean Frère (1924-2018) est un philosophe français.

## Biographie
Agrégé de l'université, il a enseigné pendant plusieurs années au gymnase Jean-Sturm, avant d’être nommé professeur d’histoire de la philosophie à l'université de Strasbourg (1970). Depuis, il publie divers ouvrages de philosophie grecque ancienne et s’intéresse plus particulièrement à la pensée des présocratiques.
Le centre de ses intérêts est le rôle joué par l’affectivité dans la quête de la vérité, jusqu’ici considérée avant tout comme une recherche exclusivement rationnelle. Parmi ses œuvres, un grand nombre porte sur l’originalité méconnue de la pensée de Parménide, dont il est considéré comme un éminent spécialiste.[réf. nécessaire]
Parallèlement à ses écrits, il intervient dans plusieurs congrès internationaux et dirige des travaux de thèse. En 2005, des Mélanges Cosmos et Psyché lui ont été consacrés. Par ailleurs, il est membre de l'Académie des sciences, lettres et arts d'Alsace.

## Œuvres
- Les Grecs et le désir de l’Être, Les Belles Lettres, 1981
- Temps, désir et vouloir en Grèce ancienne, Vrin, 1992
- Le bestiaire de Platon, Kimé, 1998
- Ardeur et colère, Kimé, 2004
- Philosophie des émotions, Eyrolles, 2009
- Parménide ou Le souci du vrai, Kimé, 2012

## Traductions
- Le poème de Parménide, in Études Parménidiennes, Vrin, 1988, traduction française
- Le poème de Parménide, in Parménide ou le souci du vrai, Kimé, nouvelle traduction

## Divers articles
- Le paradoxe du plaisir selon Aristote, in Revue philosophique, no 4 1979
- L’infini chez les Présocratiques, in Les études philosophiques, janvier 1981
- Parménide, penseur du Cosmos, in Revue Deucalion, Athènes, 1981
- L’aurore de la science des rêves, in Revue Ktéma, Strasbourg, 1983
- L’idée de résistance selon Platon, réflexion sur les rapports du métaphysique et du politique, in Actes du 19e Congrès de l’ASPLF, Bruxelles, 1984
- Aurore, Éros et Ananké, in Études philosophiques, no 4, 1985
- La liaison et le tissu : la sumploké platoniciennes, in Revue Internationale de Philosophie, 156-157, 1986
- Le rôle des Présocratiques dans le mouvement philosophique, in Gymnasium, Heft 9, Heidelberg, 1987
- Avenir et moira d’Homère à Platon, in Actes du 21e Congrès de l’ASPLF, Athènes, 1987
- La santé chez les philosophes Grecs, in Cahiers du Séminaire de Philosophie, Strasbourg, 1988
- Platon, lecteur de Parménide dans le Sophiste, in Sur le Parménide de Platon, Vrin, 1991
- Les Grecs, fondateurs de la rhétorique, in Éducation et Philosophie, Mélanges en l’honneur d’Olivier Reboul, PUF, 1993
- De la Nature selon Parménide, in Actes du 23e Congrès de l’ASPLF, Lausanne, 1994
- Les métaphores animales du thumos, in L’animal dans l’Antiquité, Université Paris IV, 1994
- Héraclite et la politique, in Mélanges en l’honneur d’Edmond Frézouls, Strasbourg, 1995
- L’imagination dans « De l’âme d’Aristote », in Aristote, « De l’âme », ouvrage collectif, Vrin, 1995
- Poétique et religion à Éphèse entre 550 et 450, in Revue Kernos, Liège, 1996
- De la physis selon Parménide, in Cahiers de la revue de théologie et de philosophie, Lausanne, 1996
- Thumos et kardia (Timée), in Kleos, Revista de Filosofia antiga, I, 1, Rio de Janeiro, 1997
- Aristote, créateur de l’encyclopédisme antique, in Actes du 30e Congrès de l’ASPLF, Mulhouse, 1997
- Platon, précurseur de la métaphysique, in La Métaphysique, Direction R. Bouveresse, Ellipses, 1999
- Empédocle, autour de l’usage répétitif des formules-images (à propos de l’Empédocle de Strasbourg, A. Martin et O. Primavesi), in Philosophia, Athènes, 1999
- Emportement et colère selon Aristote, in Ontologie et dialogue, hommage à Pierre Aubenque, Vrin, 2000
- Le cosmos d’Empédocle et le triomphe de la vie, in Philosophia, Académie d’Athènes, 2000
- Le rôle d’Eris chez Héraclite, in Les anciens savants, La philosophie grecque avant Platon, Publications de l’Université de Strasbourg, 2000
- Le clair-obscur du vivre animal selon Platon, in Figures, Le bestiaire des animaux et des morts, Cahiers 21/23, 2001
- Le rôle d’Eris chez Héraclite, in Les anciens savants, t. 12, 2001
- Psyché et Cosmos selon Héraclite, in Philosophia, Athènes, 2002
- Trois présocratiques, Héraclite, Parménide, Empédocle, in Les Annales de l’Académie d’Alsace, no 62, 2002
- L’expérimentation animale en question, in Actes du 29e Congrès de l’ASPLF, Nice, 2002
- Le logos selon Héraclite, in Logos et langage chez Plotin et avant Plotin, L’Harmattan, 2003
- L’âme et le corps selon Platon, in Le corps et l’esprit, Ellipses, Paris, 2003
- Âme, corps, action volontaire selon Aristote, in Le corps et l’esprit, Ellipses, Paris, 2003
- Le volontaire selon Aristote, in Revue Intellectica, 2003
- Les dieux d’Élée et d’Agrigente, in Agonistes, hommage à Denis O’Brien, Éd. John Dillon et Monique Dixsaut, 2005
- La mort et le statut des mors d’Eschyle à Platon, in Aglaia : autour de Platon : mélanges en l’honneur de Monique Dixsaut, Vrin, 2010
- Mythe et mythologie chez Parménide, in L’archaïque, le réel et la littérature, éd. Jacques André, Lyon